# てくてくエンジェル
てくてくエンジェルとはハドソンが発売した歩数計機能付き電子ゲームである。

## 概要
世界初の育成散歩計。ゲーム付き歩数計市場を構築するきっかけとなった。初代は1997年12月18日に発売。歩数計として使用するだけでキャラクターの育成を行える手軽さと健康意識の高まりから、爆発的なヒットは起こらなかったものの地道に売れ続け、最終的に当初目標を大きく上回り、250万台の売り上げを記録。1999年2月10日には、日経産業新聞優秀賞を受賞。
同年3月5日には登場キャラクター数や機能を増やした第二弾、てくてくエンジェルDue が発売された。同年7月23日にはてくてくエンジェルDueの福岡ダイエーホークス、中日ドラゴンズ、阪神タイガースとのタイアップバージョンが、2000年3月24日には読売ジャイアンツとのタイアップバージョンが発売された。
2006年12月21日に第三弾としてニンテンドーDS用ソフト『DSてくてく日記』とのパスワードによる連携機能を備えた、てくてくエンジェルPocketが発売された。
『天外魔境 第四の黙示録』の脚本を担当した長山豊が企画。キャラクターデザインを角谷みかが担当。本体の外観デザインは長山真希のデザインしたものが採用された。
開発当初は『てくてくテイク』と呼ばれていた。
関連商品として育成日記や携帯ストラップが発売された。

## 基本仕様
使用開始時に一日のノルマ（自動、3000歩、5000歩、7000歩、10000歩）と育成期間（30日、40日、60日、90日）を設定する。目標歩数をクリアできたか否かでキャラクターが変化する。また、使用者の体重と歩幅を入力することで、消費カロリーと移動距離が表示される。
深夜に1000歩以上歩くとサングラスを着けたりヤンキー座りをするなど「不良化」するが、キャラクターの成長に影響はない。
Dueでは、「おさんぽモード」が追加され、モード中のみの歩数もカウントすることが出来る様になった。
Pocketでは、それに加えそれまでの履歴が保存され、いつでも閲覧が可能。歩数検知に振り子式センサーを採用していた初代・Dueと異なり、加速度センサーを採用しており、ポケットや鞄の中でも歩数をカウントすることが出来る。一方で腰に固定する必要がなくなったことから洋服に引っ掛けるためのフックは廃止された。本体・液晶スクリーンともにハードコートが施されており、本体強度が向上。さらに防滴仕様が施されており、少々の水濡れにも耐えられるようになっている。

## キャラクター
設定したノルマの達成率によって「ジェル君」は様々な進化を遂げる。頑張って歩くと「ひとジェル」、ちょっとサボると「けものジェル」、かなりサボると「じぇるジェル」に進化する。ジェル君は時間の経過で成長して世代が変わる。各世代の中でもジェル君の状態によってキャラクターが変化する。2日続けて、ノルマの1.5倍以上の歩数歩くことによって「突然変異」が発生する。

### てくてくエンジェル（初代）
（出典:、）

#### ベビー期
べびージェル
赤ん坊のジェル。指で押すと、ぷにぷにとした感触がする緑色の謎の不定形生物。目を半開きにして眠る癖がある。頑張って歩くと「ひとジェル」、ちょっとサボると「けものジェル」、かなりサボると「じぇるジェル」に進化する。

#### 幼年期
みみジェル
ひとジェル幼年期の通常体。いつも周りに気を使う世話好き。黄色い体毛が長いので標準体型なのにふとめに見られがちなのが悩み。
ぱんだジェル
ひとジェル幼年期の健康体。パンダのようなルックスから「てくてく界」のアイドル的存在になっている。ちやほやされ過ぎたせいか、最近ちょっと生意気で意地悪になってきた。
でぶジェル
ひとジェル幼年期の肥満体。穏やかな性格だが病気になりやすい。みみジェルを太らせたようなルックスのためか、みみジェルにライバル意識を持っているという噂がある。
はむジェル
けものジェル幼年期の通常体。ピンク色の体が特徴。ちょっぴり小ズルいところがある。体のどこかに「なぞ袋」を持っているという噂がある。
わんジェル
けものジェル幼年期の健康体。紫色の体と耳、黄色い顔が特徴。責任感の強いリーダー的性格だが、間が抜けていて憎めない一面も持つ。
ぶるジェル
けものジェル幼年期の肥満体。茶色い耳と体、黄色い顔が特徴。性格は悪くないが自分の気持ちに正直すぎるために、ちょっとワガママなところがある。
おたまジェル
じぇるジェル幼年期の通常体。オタマジャクシのようなキャラ。赤い頭と青い顔が特徴。夢は「けものジェル」になること。
つちのこジェル
じぇるジェル幼年期の健康体。緑の頭と黄色い体が特徴。「幻の珍ジェル」と呼ばれている。自由気ままな性格で一人で行動するのが好き。
もちジェル
じぇるジェル幼年期の肥満体。薄紫色の餅のようなキャラ。つるっとしたもち肌が自慢。無口なので他のジェルとなかなか友達になれないが、実はさみしがりや。

#### 少年期
うぉんばジェル
ひとジェル少年期の通常体。ウォンバットをモチーフにしたキャラ。とても真面目な性格だが、その分融通が利かないので自分だけ損をすることがよくある。
こぎゃるジェル
ひとジェル少年期の健康体。紫色のツインテールが特徴。生意気そうだが、結構純情なところもある。
ぶージェル
ひとジェル少年期の肥満体。ブタのようなキャラ。根はいいヤツなのだが自分のことを棚上げにして他人に「ぶーぶー」と文句を言うことが多い。
うるふジェル
けものジェル少年期の通常体。オオカミをモチーフにしたキャラ。「一人にしてくれ」が口癖だが、だからと言って仲間外れにするとスネるというちょっと難しい性格。密かにさそわれるのを待つタイプ。
ばんびジェル
けものジェル少年期の健康体。子鹿をモチーフにしたキャラ。愛らしいルックスと抜群のスタイルで、仲間からも一目置かれている。
おばジェル
けものジェル少年期の肥満体。緑色のボサボサの髪と薄紫色の体、たらこ唇が特徴。まだ若いのに「おばさん」呼ばわりされることに対して密かにコンプレックスを持っているが、その割にはお魚くわえたドラネコを見ると無性に腹を立てる。
おじジェル
じぇるジェル少年期の通常体。頭には青いニット帽を被っている。のんびり構える性格だが、おばジェルが苦手なのか一目見ただけで猛ダッシュで逃げるらしい。「そのウチなんとかなるさ・・」が口癖。
にょろジェル
じぇるジェル少年期の健康体。紫色のヘビのようなキャラ。「気にしてないよ」と言いながら実はいつまでも根に持っている執念深い性格。
あんジェル
じぇるジェル少年期の肥満体。黄色い饅頭のようなキャラ。寂しがり屋なので常に仲間と共に行動する。「やっぱ、中身で勝負ですよ」が口癖。

#### 青年期
こあジェル
ひとジェル青年期の通常体。コアラをモチーフにしたキャラ。普段は寡黙だが、その分一言一言に重みがある。時々真面目な顔のままジョークを言うが、誰も笑わずに逆に感心されてしまうのが密かな悩みである。
まどもあジェル
ひとジェル青年期の健康体。オレンジ色のツインテールとローライズが特徴。一見立派なレディになったように見えるが、未だに男言葉が直らないのが悩みの種。「てくてく界」のスーパーアイドルとしてマスコミからも注目されている期待の星。
とんジェル
ひとジェル青年期の肥満体。黄色いブタのようなキャラ。一見親分肌だが肝心な時に頼りにならない。「別に逃げてるワケじゃないんだけどね・・」が口癖。
つちぶたジェル
けものジェル青年期の通常体。頭は良いのだが常に一言多いため、仲間にたしなめられることもしばしば。「僕なんか、言わせてもらえばさぁ・・」が口癖。
しかジェル
けものジェル青年期の健康体。正義感が強く自分にも他人にも厳しい性格。
おばたりあんジェル
けものジェル青年期の肥満体。ナスにたらこ唇と小さな4本足がついたような見た目。おばさんパワーにさらなる磨きがかかり、口喧嘩では誰にも負けないという特技を持つ。しかし日頃の不健康がたたって病気がちなのが弱点。
ひげジェル
じぇるジェル青年期の通常体。包容力があるタイプなので常に皆の相談役になっており、仲間からは「ひげトーサン」と呼ばれている。酔っぱらうと反戦フォークを叫ぶ癖がある。
あなこんジェル
じぇるジェル青年期の健康体。半開きの大きな目とたらこ唇が特徴の赤いヘビのキャラクター。達観した性格で多少のことでは動揺せず、「太く長くいきましょうや・・」が口癖。
おすとあんジェル
じぇるジェル青年期の肥満体。緑色のブヨブヨした見た目のキャラ。「押すとあん出る」が語源らしいが、生存数が少ないため本当に押すとあんが出るかどうかは確認されていない。無意識のうちにため息を付く癖があるのでよく仲間に注意されている。

#### 天使
えんジェル
ヒト系天使。全てのジェルたちが理想としている進化の完全形態。やがて全ての人を幸せにするという「大天使」となるためさらなる修行の旅に出る。
けんたうジェル
ケモノ系天使。ギリシャ神話にも登場する隠れ天使。大きな翼で天空を駆け巡りながら、その慈愛に満ちたまなざしで全ての生きとし生けるものを見守っている。
くくるかんジェル
じぇる系天使。古代マヤ文明の神「ククルカン」からその名をもらった究極の隠れ天使。出会うことがかなり難しいためその姿を確認したものは皆無と言って良く、未だに謎につつまれた存在である。

## DSてくてく日記
「DSてくてく日記」は2006年12月21日にハドソンから発売されたニンテンドーDS用ゲームソフト。てくてくエンジェルPocketとセットで『てくてくエンジェルPocket with DSてくてく日記』の名で販売された。
「日付」「その日の歩数」「ジェル君の状態」などの情報を暗号化した、Pocket本体に表示される12文字のパスワードをDSソフト内で入力することで、ソフト側に情報を転送する。さらにその日の食事・体重・体脂肪率も記録しグラフ表示することも可能であるためダイエットの目安とすることができる。
歩いた歩数から距離を算出し、国内や海外のコースにあてはめて仮想で歩ける「てくてくウォーキングモード」やこれまでに出会ったジェル君が記録される「ジェル図鑑」、ダイエットに役立つ「てくてく豆知識」などを収録している。
豆知識やダイエット計算はAll Aboutのダイエットガイドを務めた河口哲也の監修である。
初代作『てくてくエンジェル』及び、前作『てくてくエンジェルDue』の公式サイト内のブログコーナー「てくてく日記」を担当した竹下功一が本作の開発を手掛けている。竹下によると、てくてくエンジェルPocketに登場するキャラクターはDueと同じだという。
なお、DS版の体験版の携帯電話用アプリが無料で配信されている。

## ゲスト出演
- 爆ボンバーマン2 - バトルモードのCPUとして、てくてくエンジェルのキャラクター「でぶジェル」「こぎゃるジェル」「ぱんだジェル」が登場する。
- ボンバーマンストーリー - ノーマルゲームにアイテム「てくてくエンジェル」が登場する。
- ハテナサテナ - てくてくエンジェルのキャラクターが登場する。
- パズルシリーズ - 一部の作品にてくてくエンジェルのキャラクターが登場する。
- 絶対音感オトダマスター - オトダマとして「みかジェル」が登場する。

### てくてくエンジェル
- てくてくエンジェル（ハドソン公式サイト） - ウェイバックマシン（2000年4月23日アーカイブ分）

### てくてくエンジェルDue
- てくてくエンジェルDue（ハドソン公式サイト） - ウェイバックマシン（2002年2月2日アーカイブ分）
- てくてくエンジェルDue（ハドソンニュースリリース） - ウェイバックマシン（2005年8月26日アーカイブ分）
- てくてくエンジェルDue 3球団バージョン（ハドソンニュースリリース） - ウェイバックマシン（2005年6月1日アーカイブ分）
- てくてくエンジェルDue 読売ジャイアンツバージョン（ハドソンニュースリリース） - ウェイバックマシン（2005年8月17日アーカイブ分）

### てくてくエンジェルPocket
- 育成散歩計 てくてくエンジェルPocket with DSてくてく日記（ハドソン公式サイト） - ウェイバックマシン（2010年4月2日アーカイブ分）
- 育成散歩系 てくてくエンジェルPocket with DSてくてく日記（ハドソンニュースリリース） - ウェイバックマシン（2006年11月13日アーカイブ分）
- 開発者ブログ【Ｑ＆Ａ一覧】（ハドソン公式サイト） - ウェイバックマシン（2010年5月15日アーカイブ分）
- てくてく通信 歩いてダイエット Vol.1（ハドソンニュースリリース） - ウェイバックマシン（2007年3月5日アーカイブ分）
- てくてくエンジェルPocket with DSてくてく日記（任天堂の紹介サイト）